# Shisō (Hyōgo)
Shisō  (jap. 宍粟市 Shisō-shi) ist eine Stadt in der Präfektur Hyōgo in Japan.

## Geographie
Shisō liegt nördlich von Himeji und südlich von Yabu.

## Städtepartnerschaften
Shisō hat eine Partnerschaft mit der Stadt Sequim im US-Bundesstaat Washington. 

## Geschichte
Die Stadt Shisō wurde am 1. April 2005 aus den ehemaligen Gemeinden Chikusa (千種町, -chō), Haga (波賀町, -chō), Ichinomiya (一宮町, -chō) und Yamasaki (山崎町, -chō) des Landkreises Shisō gegründet.

## Verkehr
- Straße:
  - Chūgoku-Autobahn
  - Nationalstraße 29,429
- Zug:
  - JR Kishin-Linie: nach Himeji und Niimi

## Söhne und Töchter der Stadt
- Shinji Hosokawa (* 1960), Judoka

## Angrenzende Städte und Gemeinden
- Präfektur Hyōgo
  - Yabu
  - Tatsuno
  - Asago
  - Himeji
  - Sayō
  - Kamikawa
- Präfektur Okayama
  - Mimasaka
  - Nishi-Awakura
- Präfektur Tottori
  - Wakasa